# 維肯提·維列薩耶夫

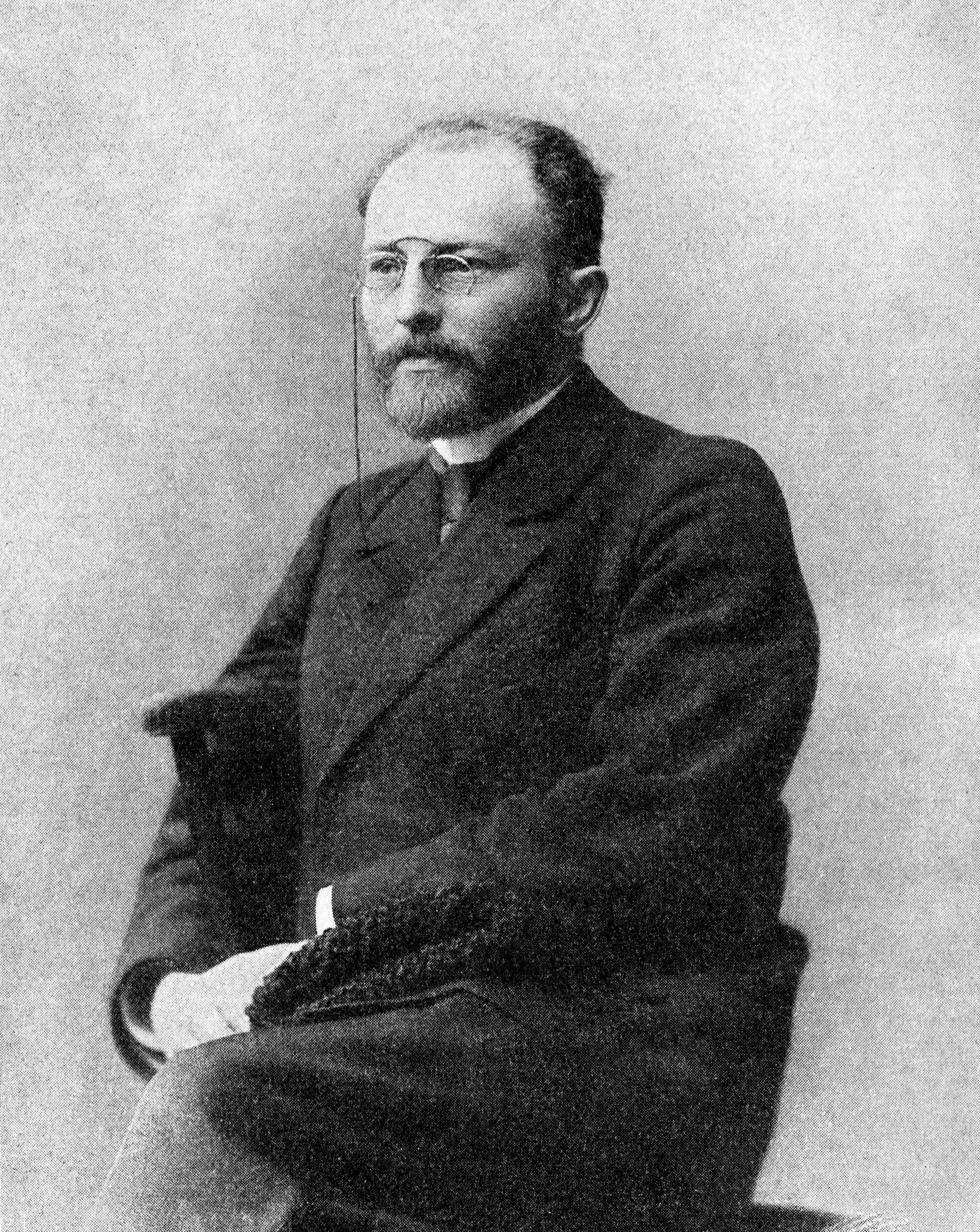

維肯提·維肯提耶維奇·維列薩耶夫（俄语：Вике́нтий Вике́нтьевич Вереса́ев；1867年1月16日—1945年6月3日），原姓斯米多維奇，沙俄及蘇聯時代作家、翻譯家和醫學博士。家族擁有部分波蘭血統。除俄語外，維列薩耶夫也曾以烏克蘭語寫作。

## 早期生活
維列薩耶夫1867年1月16日出生在圖拉，他的父親是波蘭血統的醫生和貴族。維列薩耶夫出是後來的蘇聯著名政治家彼得·斯米多維奇的表弟。1884年他从圖拉體育學校畢業後，進入聖彼得堡大學學習，并於1888年獲得歷史學碩士學位。随后，他又進入多爾帕特大學，成功完成了醫學課程。

## 沙俄時代的文學生涯
1885年他發表了第一部詩集。1887年他又發表了第一部短篇小説《困惑》。1890年，他與他的弟兄一起在頓涅茨克的煤礦進行生活體驗考察，為一部名爲《地下王國》的短篇小説收集素材，該小説詳細描述了底層礦工的艱難生活，該小説於1892年發表。19世紀90年代，維列薩耶夫加入了一个被認爲是合法的馬克思主義團體，他在《新言論》、《開端》和《生活》等雜志上發表作品。在此期間，他寫了一系列描寫20世纪初俄國知識分子心理的作品，包括長篇小説《無路可走》（1895）、短篇小説《狂熱》（1898）和長篇小説《轉折點》（1902）。他还寫了俄羅斯农民的艱難處境，如短篇小説《李扎爾》（1899年），該小説得到了弗拉基米爾·列宁的贊揚。除此之外他發表了專門描述工人生活的短篇小説《在死路上》（1896年）和長篇小説《兩個結局》（1899-1903年）。
在1900年代，維列薩耶夫是當時的一个叫做“莫斯科周三会”“（Sreda）文學社團的成員。這個文學社團成員中，有馬克西姆·高爾基、列昂尼德·尼古拉耶維奇·安德列耶夫、伊萬·蒲寧等著名文學作家。他并且在馬克西姆·高爾基的《兹那耶》（俄文：Зна́ние。意為：知識）文集中發表了他的作品。他在1901年出版了他最成功的书，一部半自传体的《醫生回憶錄》，他在書中尖銳地批評了俄國的醫學教育制度。1901年4月，他因爲政治觀點而被他所在的醫院解雇，除此之外，兩年内被禁止住在莫斯科或聖彼得堡。
1904年，日俄戰爭爆發時，他作爲一名醫生隨軍上前綫。他在1906年出版的《戰爭》一書中講述了自己的經歷。在這部作品中，他描繪了俄國士兵和軍官的勇敢，同時也揭露了沙皇軍隊的腐敗。
維列薩耶夫還寫了一部名爲《生命力》的長篇系列文學評論和哲學作品，其中第一本書（1910年發表）專門對費奧多爾·米哈伊洛維奇·陀思妥耶夫斯基（《被詛咒的人》）和列夫·托爾斯泰（《全世界萬歲》）進行了比較分析；第二本書《阿波羅和狄奧尼修斯》（1915年發表），書中對弗里德里希·尼采的觀點提出了批評。1911年維列薩耶夫成了了名爲”Pisately v Moskve“出版社，他領導這家出版社直到1918年
第二本书《阿波罗和狄奥尼修斯》（1915年发表），书中对弗里德里希·尼采观点的提出了批评。1911年，维列萨耶夫成立了名为”Pisately v Moskve“出版社，他领导着这家出版社直到1918年。

## 蘇聯時代的文學生涯
對俄國十月革命的爆發，他持歡迎態度。蘇聯政權建立之後，他將大部分時間用於發展文化和教育。他還完成了關於知識分子的一系列作品，包括長篇小説《死鎖》（1922年發表）和《姐妹》（1933年發表）。《死鎖》這部小説在1920年代多次出版發行，但是到了1930年代後期，這兩部作品遭到禁止，直到1986年戈爾巴喬夫推行公開性（俄語：гла́сность）政策之後才得以重新出版。除此之外，1927年他出版了回憶錄《我的青春歲月》、1929年出版了《我的學生時代》。他還翻譯了古希臘和古羅馬作家的作品，包括《荷馬史詩》、《莎孚》、《阿尔基罗库斯》等。20世紀30年代末，他開始翻譯《伊利亞特》（1949年出版）和《奧德賽》（1953年出版）。
由於他在文學領域上的一系列創作，維列薩耶夫在1945年被授予斯大林獎，還被授予勞動紅旗勛章，1945年6月3日，維列薩耶夫在莫斯科去世。